# Miguel Corte-Real
Miguel Corte-Real (1450 előtt – 1502?) portugál tengerész, João Vaz Corte-Real fia, Gaspar Corte-Real bátyja. Öccse második, az Északnyugati átjáró keresésére indított útján (1501-ben) ő volt az expedíció kisebbik hajójának kapitánya.
Felfedezték Labrador és Új-Fundland egy-egy partszakaszát, majd Miguel visszatért Portugáliába mintegy ötven, Új-Fundlandon elfogott bennszülöttel, akiket rabszolgaként kívántak hasznosítani. Gaspar folytatta útját dél felé, de a következő év májusáig nem került elő. Ezért Miguel fölszerelt egy újabb hajót, amivel bátyja keresésére indult — de róla sem hallottak többet, mindkét hajónak nyoma veszett.
A testvérek útjáról részleteket a Lisszabonba akkreditált velencei követ Miguel beszámolója alapján összeállított leírásából tudunk. A követ kitér a gleccserekre, a fában gazdagság erdőkre, sőt még a bennszülöttek (indiánok vagy talán eszkimók) életformájára is.